# Philodina praelonga
Philodina praelonga är en hjuldjursart som beskrevs av Colin Milne 1916. Philodina praelonga ingår i släktet Philodina och familjen Philodinidae. Inga underarter finns listade i Catalogue of Life.